# Baphomet

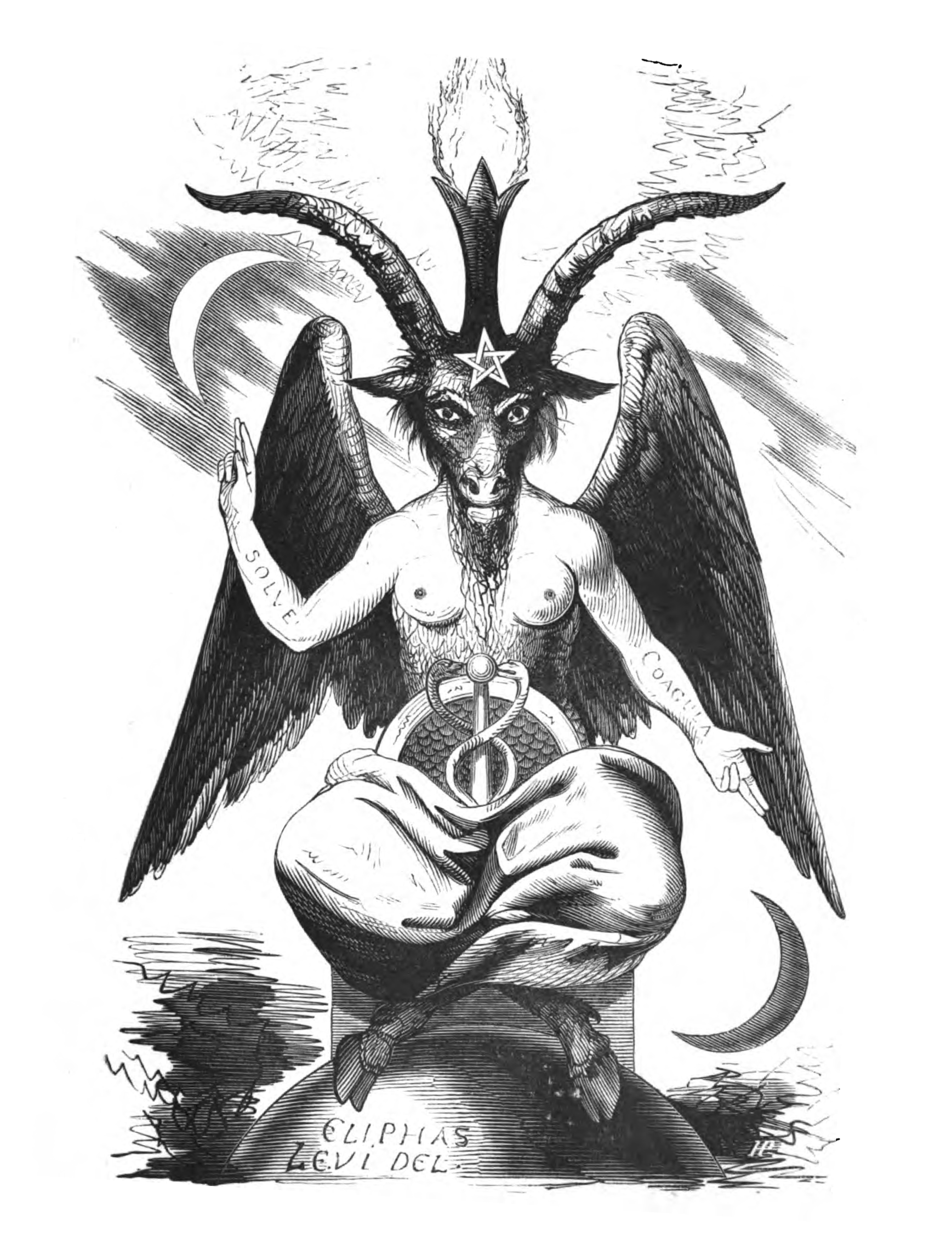
Baphomet av Eliphas Levi

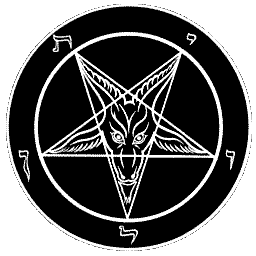
Baphomets sigill, som det används av satanister.

Baphomet är en gudagestalt. Namnet är (under formen Baphometh) först belagt i en skrift författad av Anselm av Ribemont i mellanöstern år 1098, och hade ett århundrade senare spridits till Provence, där det 1195 (under namnformen Bafometz). Kunskapen i det medeltida Europa om islams faktiska innehåll var ringa, och i dikter från 1200-talet kunde Bafumetz syfta på djävulen/satan.

Inom upplysningstidens mera radikala kretsar började tempelherrarna uppfattas som martyrer och offer för upplysningens påstådda fiende - den katolska kyrkoorganisationen. Ett antal ordenssällskap avhängiga de olika frimurareordnarna växte fram fr.o.m. 1740-talet och antog självbeteckningen tempelherrar eller tempelriddare, men förefaller sällan ha använt namnet Baphomet i något sammanhang. Frimurarförfattaren Friedrich Nicolai spekulerade över innebörden av namnet Baphomet, och föreställde sig ett samband med de grekiska orden baptizo metis, "ett dop i Förnuftet". När franska revolutionen utbröt tillskrev författaren Augustine Barruel Tempelherreorden retroaktivt att ha dyrkat Baphomet.
Den franske författaren Alphonse Louis Constant, som 1848 sannolikt uppfann ordet occultisme, och som skrev under pseudonymen Eliphas Levi, tänkte sig Baphomet vara Tempelriddarnas syn på Gud, i en amorfisk uppenbarelse, där allt existerande finns i Guds Väsen, och en personifikation av en immateriell företeelse som Levi kallade för astralljuset. Levi illustrerade sin bok med en androgyn, gethövdad Baphomet-gestalt som förenade harmoni och dualism, man och kvinna, mörkt och ljust, samt alla existerande djur. Baphomet är inte bara materiell utan avbildas med en krona av astralljus och Kaduceus (Hermes stav). Levi associerade Baphomet med "bockguden från Mendez", d.v.s. den egyptiske guden Khnum under formen Banebdjedet. 
Levis baphometföreställning var en ambivalent gestalt och naturkraft, men uppfattades inte som ond i moralisk mening. Den yttre likheten med senmedeltidens och barockens kyrkokonstnärliga djävulsgestalt gjorde emellertid att Levis Baphomet lätt lät sig lånas till svartmålande omtolkningar. Så skedde av Leo Taxil, som i ett antal skrifter attackerade frimurarna 1892-1897, och anklagade dem för att dyrka en djävulsk baphometgestalt.
När den moderna västerländska satanismen växte fram på 1960-talet, kom självbetecknade satanister att koppla Baphomet till svart magi och satanistiska ritualer. Sedan 1970-talet har Baphomet varit en av många parallellt använda gestalter inom kaosmagin. Sedan 1990-talet identifierar en krets självbetecknade "häxor", bl.a. Andrew Chumbley, Baphomet med den vediske guden Rudra, den keltiske guden Cernunnos, och den germanske guden Odin.